# Jaecoo 7
La Jaecoo 7 è un'autovettura del tipo SUV compatto prodotta dalla casa automobilistica cinese Chery dal 2023 con il marchio Jaecoo.

## Descrizione
La vettura è stata presentata durante il salone Shanghai 2023 come prototipo chiamato Chery TJ-1 C-DM.
La Jaecoo 7 o TJ-1 è alimentato da un motore a benzina turbocompresso da 1,6 litri abbinato a un cambio a doppia frizione a 7 velocità. Un ibrido plug-in turbo da 1,5 litri con potenza nominale di 115 kW (156 PS; 154 hp) e 220 N⋅m (22,4 kg⋅m; 162 ft⋅lbf) abbinato a una trasmissione ibrida dedicata (DHT) sarà disponibile con un'autonomia puramente elettrica di oltre 100 km (62 mi). È disponibile la trazione integrale. Si prevede che questa vettura segnerà l'introduzione del sottomarchio Jaecoo in Italia ed anche in Sud Africa.

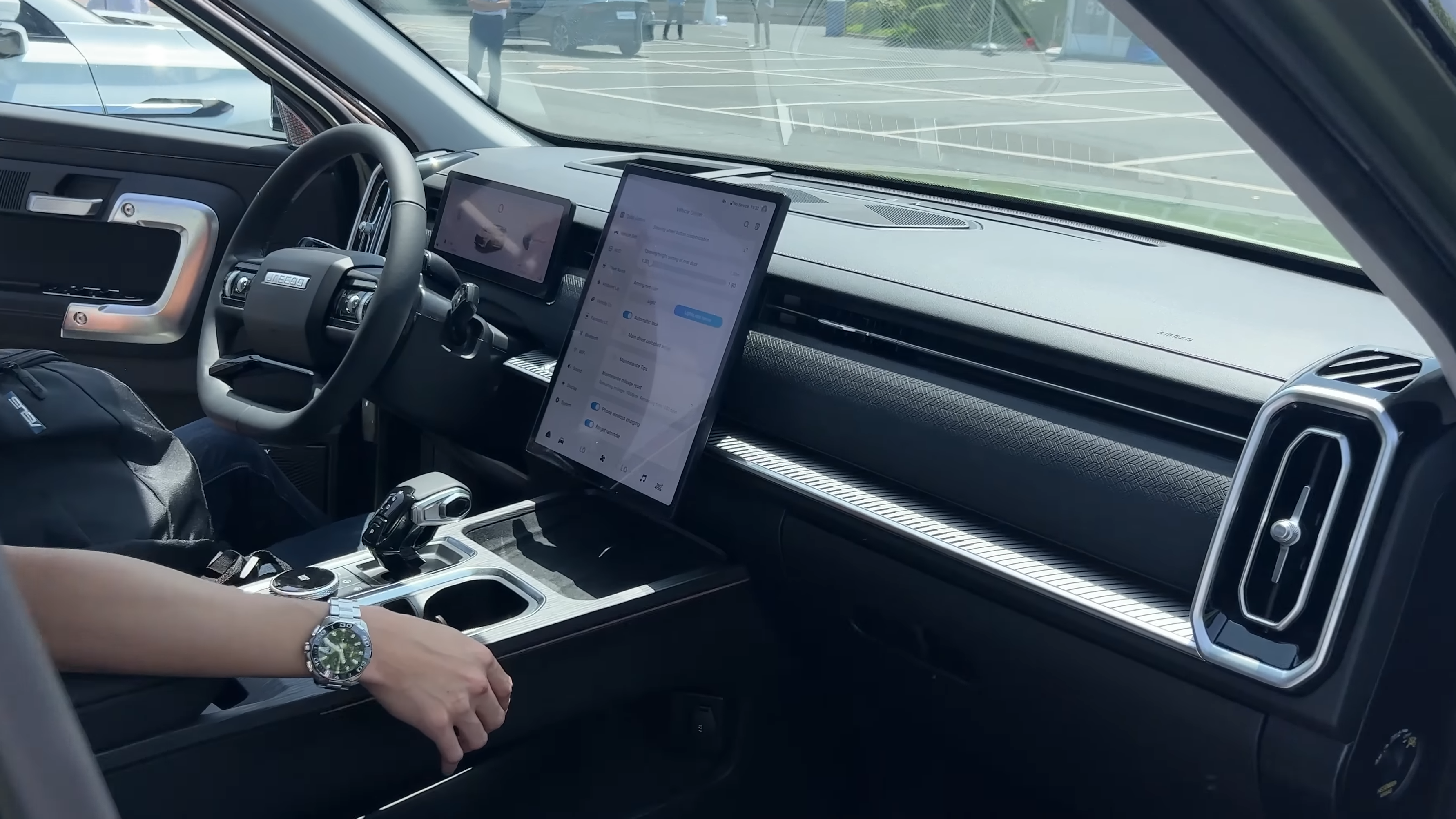
Interni

Gli interni si caratterizzano per un quadro strumenti rettangolare, un touchscreen da 14,8 pollici, un head-up display e un pad di ricarica wireless. Il sistema d'infotainment è alimentato da un chip Qualcomm 8155 e supporta FOTA, riconoscimento facciale e un sistema di assistenza alla guida di livello 2+.